# Grand Prix-wegrace van Oostenrijk 1989
De Grand Prix-wegrace van Oostenrijk 1989 was de zevende Grand Prix van het wereldkampioenschap wegrace-seizoen 1989. De races werden verreden op 4 juni 1989 op de Salzburgring nabij Salzburg. In Oostenrijk kwamen de 125cc-, 250cc-, 500cc- en de zijspanklasse aan de start. De 80cc-klasse was in het seizoen 1988 geschrapt om het programma tot één dag te kunnen beperken.

## Algemeen
De Grand Prix van Oostenrijk werd onder wisselende weersomstandigheden verreden, met name de trainingen. Dat kon voor sommigen een probleem zijn als ze tijdens de droge momenten technische problemen hadden en hun tijden in de regen moesten zetten. Men was over het algemeen positief over de organisatie. Er was in de afgelopen jaren best wat aan te merken geweest, maar men had zich de kritiek duidelijk aangetrokken. Zo waren er betere uitloopstroken, de baancommissarissen hadden duidelijke instructies, bij gevaarlijke situaties werden de trainingen meteen stilgelegd en er kwam niemand zonder de juiste pas in het rennerskwartier (In Italië werden de passen voor het rennerskwartier gewoon aan de kassa verkocht). 

## 500cc-klasse

### De training
Met Kevin Schwantz, Eddie Lawson en Wayne Rainey stonden de verwachte mensen op de eerste startrij, maar daar stond ook Pierfrancesco Chili, die wat te bewijzen had omdat hij als enige toprijder de boycot van de GP des Nations gebroken had. 

#### Trainingstijden

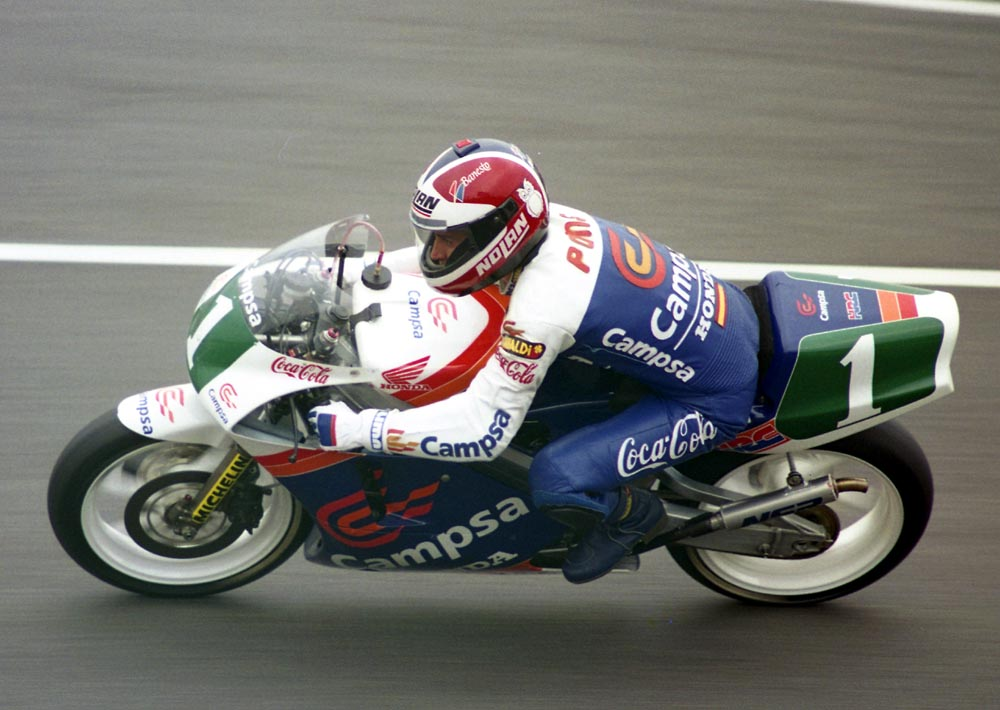
Sito Pons

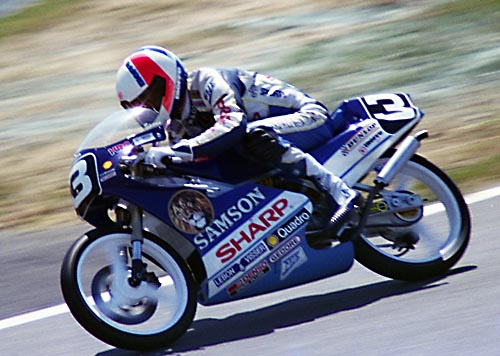
Hans Spaan

| Pos | Coureur             | Merk                               | Tijd    |
| --- | ------------------- | ---------------------------------- | ------- |
| 1.  | Kevin Schwantz      | Pepsi-Suzuki                       | 1"19'31 |
| 2.  | Eddie Lawson        | Kanemoto Racing-Rothmans-HRC-Honda | 1"19'41 |
| 3.  | Wayne Rainey        | Roberts-Lucky Strike-Yamaha        | 1"19'67 |
| 4.  | Pierfrancesco Chili | Gallina-HB-HRC-Honda               | 1"19'95 |
| 5.  | Christian Sarron    | Gauloises-Sonauto-Yamaha           | 1"20'24 |
| 6.  | Ron Haslam          | Pepsi-Suzuki                       | 1"20'42 |
| 7.  | Kevin Magee         | Roberts-Lucky Strike-Yamaha        | 1"20'94 |
| 8.  | Dominique Sarron    | ELF-ROC-HRC-Honda                  | 1"20'96 |
| 9.  | Freddie Spencer     | Agostini-Marlboro-Yamaha           | 1"21'04 |
| 10. | Mick Doohan         | Rothmans-HRC-Honda                 | 1"21'07 |

### De race
De 500cc-race werd droog verreden en leek even spannend toen Kevin Schwantz, Wayne Rainey en Eddie Lawson er samen vandoor gingen. Na drie ronden gaf Schwantz echter echt gas en hij nam drie seconden voorsprong. In de achtste ronde passeerde Lawson Rainey, die last had van een vibrerende motorfiets als gevolg van een beschadigd bandenkarkas. Lawson kon af en toe een halve seconde winnen op Schwantz, maar die pareerde die aanvallen door nóg sneller te rijden. Voor het publiek was er meer spanning in de strijd om de vierde plaats, die gewonnen werd door Christian Sarron voor Kevin Magee, Pierfrancesco Chili en Ron Haslam, die praktisch binnen een seconde finishten. Mick Doohan had ook nog bij deze groep gezeten, maar moest afhaken toen hij door een achterblijver het gras in gestuurd werd. 

#### Uitslag 500cc-klasse
| Pos | Coureur                      | Merk                               | Tijd      | Grid | Punten |
| --- | ---------------------------- | ---------------------------------- | --------- | ---- | ------ |
| 1   | Kevin Schwantz               | Pepsi-Suzuki                       | 38"39'05  | 1    | 20     |
| 2   | Eddie Lawson                 | Kanemoto Racing-Rothmans-HRC-Honda | 38"41'18  | 2    | 17     |
| 3   | Wayne Rainey                 | Roberts-Lucky Strike-Yamaha        | 38"58'95  | 3    | 15     |
| 4   | Christian Sarron             | Gauloises-Sonauto-Yamaha           | 39"16'88  | 5    | 13     |
| 5   | Kevin Magee                  | Roberts-Lucky Strike-Yamaha        | 39"17'19  | 7    | 11     |
| 6   | Pierfrancesco Chili          | Gallina-HB-HRC-Honda               | 39"17'55  | 4    | 10     |
| 7   | Ron Haslam                   | Pepsi-Suzuki                       | 39"17'96  | 6    | 9      |
| 8   | Mick Doohan                  | Rothmans-HRC-Honda                 | 39"35'82  | 10   | 8      |
| 9   | Freddie Spencer              | Agostini-Marlboro-Yamaha           | 39"37'09  | 9    | 7      |
| 10  | Dominique Sarron             | ELF-ROC-HRC-Honda                  | 39"42'64  | 8    | 6      |
| 11  | Rob McElnea                  | Cabin-HRC-Honda                    | 39"54'22  | 11   | 5      |
| 12  | Alessandro Valesi            | Iberna-Yamaha                      | +1 ronde  | 14   | 4      |
| 13  | Simon Buckmaster             | Team Katayama-Honda                | +1 ronde  | 15   | 3      |
| 14  | Marco Gentile                | Fior-Marlboro-Yamaha               | +2 ronden | 16   | 2      |
| 15  | Bruno Kneubühler             | Römer-Honda                        | +2 ronden | 17   | 1      |
| 16  | Josef Doppler                | Honda                              | +2 ronden | 19   |        |
| 17  | Georg Robert Jung            | Honda                              | +2 ronden | 18   |        |
| 18  | Stefan Klabacher             | Honda                              | +2 ronden | 21   |        |
| 19  | Michael Rudroff              | Rallye Sport-Honda                 | +2 ronden | 22   |        |
| 20  | Karl Dauer                   | Honda                              | +2 ronden | 24   |        |
| 21  | Nicholas Schmassmann         | Technotron-Honda                   | +2 ronden | 23   |        |
| 22  | Fernando Gonzalez de Nicolás | Club Cross Pozuelo-Honda           | +2 ronden | 26   |        |
| 23  | Pavol Dekánek                | Wernberger Konservenfabrik-Honda   | +3 ronden | 30   |        |
| 24  | Rudolf Zeller                | Manhattan                          | +3 ronden | 27   |        |
| 25  | Hans Klingebiel              | Suzuki                             | +3 ronden | 25   |        |
| 26  | Thomas Berghammer            | Suzuki                             | +3 ronden | 29   |        |

| Coureur          | Merk               | Oorzaak | Grid |
| ---------------- | ------------------ | ------- | ---- |
| Juan López Mella | Xunta-Honda        |         | 20   |
| Alois Meyer      | Rallye Sport-Honda |         | 28   |
| Randy Mamola     | Cagiva Corse       | Opgave  | 12   |

| Coureur           | Merk           | Oorzaak  | Grid |
| ----------------- | -------------- | -------- | ---- |
| Norihiko Fujiwara | Tech 21-Yamaha | Blessure | 13   |

| Coureur        | Merk   |
| -------------- | ------ |
| Larry Vacondio | Suzuki |

| Coureur           | Merk                             | Oorzaak  |
| ----------------- | -------------------------------- | -------- |
| Adrien Morillas   | ELF-ROC-HRC-Honda                | [ 4 ]    |
| Wayne Gardner     | Rothmans-HRC-Honda               | Blessure |
| Niall Mackenzie   | Agostini-Marlboro-Yamaha         | Blessure |
| Shinichi Ito      | Seed-HRC-Honda                   | [ 7 ]    |
| Tadahiko Taira    | Tech 21-Yamaha                   | Gezin    |
| Shunji Yatsushiro | Pentax-HRC-Honda                 | [ 7 ]    |
| Kunio Machii      | Nescafé-Yamaha                   | [ 7 ]    |
| Jose Morillas     | Honda                            |          |
| Bubba Shobert     | Cabin-HRC-Honda USA              | Gewond   |
| Romolo Balbi      | Honda                            |          |
| Massimo Broccoli  | Cagiva Corse                     |          |
| Michael Dowson    | Yamaha                           |          |
| Fabio Biliotti    | Team Katayama-Honda              |          |
| John Kocinski     | Roberts-Yamaha                   | [ 10 ]   |
| Ernst Gschwender  | Suzuki Deutschland               |          |
| Thierry Crine     | Konica Minolta-Suzuki            | [ 11 ]   |
| Cees Doorakkers   | Honda                            |          |
| Eddie Laycock     | Millar-Honda                     |          |
| Luca Cadalora     | Agostini-Marlboro-Yamaha         | [ 12 ]   |
| Roger Burnett     | Rothmans-HRC-Honda               | [ 13 ]   |
| Peter Lindén      | Flygvapnet-Eurovan Germany-Honda |          |
| Alberto Rota      | Yamaha                           |          |
| Fred Merkel       | Gallina-HB-HRC-Honda             |          |
| Andreas Leuthe    | Librenti-Suzuki                  |          |

| Pos | Coureur             | Merk                               | Ptn |
| --- | ------------------- | ---------------------------------- | --- |
| 1   | Wayne Rainey        | Roberts-Lucky Strike-Yamaha        | 106 |
| 2   | Eddie Lawson        | Kanemoto Racing-Rothmans-HRC-Honda | 95  |
| 3   | Christian Sarron    | Gauloises-Sonauto-Yamaha           | 71  |
| 4   | Pierfrancesco Chili | Gallina-HB-HRC-Honda               | 62  |
| 5   | Kevin Magee         | Roberts-Lucky Strike-Yamaha        | 57  |
| 5   | Kevin Schwantz      | Pepsi-Suzuki                       | 57  |
| 7   | Mick Doohan         | Rothmans-HRC-Honda                 | 39  |
| 8   | Niall Mackenzie     | Agostini-Marlboro-Yamaha           | 36  |
| 9   | Wayne Gardner       | Rothmans-HRC-Honda                 | 33  |
| 9   | Dominique Sarron    | ELF-ROC-HRC-Honda                  | 33  |

## 250cc-klasse

### De training
Hoewel Sito Pons ruim aan de leiding van het wereldkampioenschap stond, reed hij zelden een poleposition. Dat lukte hem dit keer wel, maar hij gaf toe dat hij daarvoor in de slipstream Carlos Cardús was gekropen. Tot verdriet van Martin Wimmer, die bijna voor een sensatie voor Aprilia had gezorgd. Daarvoor had Rotax, nadat hij in Duitsland was uitgevallen, een speciaal blok voor hem gebouwd. Cardús zelf werd vierde, maar op het korte en zeer snelle circuit lagen de tijden dicht bij elkaar en de eerste tien stonden binnen een seconde. Net als in Hockenheim speelde het gebrek aan snelheid de Yamaha's weer parten. 

#### Trainingstijden
| Pos | Coureur            | Merk                        | Tijd    |
| --- | ------------------ | --------------------------- | ------- |
| 1.  | Sito Pons          | Campsa-JJ Cobas-HRC-Honda   | 1"24'69 |
| 2.  | Martin Wimmer      | Hein Gericke-Aprilia-Rotax  | 1"24'73 |
| 3.  | Jacques Cornu      | Lucky Strike-ELF-HRC-Honda  | 1"25'02 |
| 4.  | Carlos Cardús      | Repsol-HRC-Honda España     | 1"25'02 |
| 5.  | Luca Cadalora      | Agostini-Marlboro-Yamaha    | 1"25'09 |
| 6.  | Didier de Radiguès | Aprilia-Rotax               | 1"25'31 |
| 7.  | Masahiro Shimizu   | Ajinomoto-HRC-Honda         | 1"25'32 |
| 8.  | Helmut Bradl       | HB-Römer-HRC-Honda          | 1"25'46 |
| 9.  | Juan Garriga       | Nieto-Ducados-Repsol-Yamaha | 1"25'46 |
| 10. | Reinhold Roth      | HB-Shoei-HRC-Honda          | 1"25'67 |

### De race
Jacques Cornu had de beste start, maar hij werd al meteen gepasseerd door Martin Wimmer. Ook Sito Pons, Luca Cadalora, Didier de Radiguès en Helmut Bradl voegden zich bij de kopgroep. Daarachter werd ook stevig gevochten door Reinhold Roth, Jean-Philippe Ruggia, Masahiro Shimizu, Loris Reggiani en Carlos Cardús. Voor Yamaha vervloog de hoop toen zowel Cadalora als Juan Garriga kort na elkaar uitvielen. Sito Pons wilde het niet zoals in Duitsland op de laatste ronde laten aankomen en met drie snelle ronden maakte hij zich los van het veld. Wimmer was bijna tweede geworden, maar hij werd op de streep geklopt door Cornu.
| Pos | Coureur              | Merk                            | Tijd     | Grid | Punten |
| --- | -------------------- | ------------------------------- | -------- | ---- | ------ |
| 1   | Sito Pons            | Campsa-JJ Cobas-HRC-Honda       | 34"29'14 | 1    | 20     |
| 2   | Jacques Cornu        | Lucky Strike-ELF-HRC-Honda      | 34"31'18 | 3    | 17     |
| 3   | Martin Wimmer        | Hein Gericke-Aprilia-Rotax      | 34"31'40 | 2    | 15     |
| 4   | Helmut Bradl         | HB-Römer-HRC-Honda              | 34"33'57 | 8    | 13     |
| 5   | Didier de Radiguès   | Aprilia-Rotax                   | 34"39'68 | 6    | 11     |
| 6   | Carlos Cardús        | Repsol-HRC-Honda España         | 34"45'25 | 4    | 10     |
| 7   | Reinhold Roth        | HB-Shoei-HRC-Honda              | 34"45'47 | 10   | 9      |
| 8   | Jean-Philippe Ruggia | Gauloises-Sonauto-Yamaha        | 34"45'71 | 12   | 8      |
| 9   | Loris Reggiani       | HB-HRC-Honda                    | 34"46'03 | 11   | 7      |
| 10  | Masahiro Shimizu     | Ajinomoto-HRC-Honda             | 34"46'26 | 7    | 6      |
| 11  | Jochen Schmid        | Honda                           | 35"09'55 | 15   | 5      |
| 12  | Harald Eckl          | Römer-Aprilia-Rotax             | 35"11'08 | 16   | 4      |
| 13  | Renzo Colleoni       | Aprilia-Rotax                   | 35"23'51 | 19   | 3      |
| 14  | Maurizio Vitali      | Honda                           | 35"23'82 | 33   | 2      |
| 15  | Wilco Zeelenberg     | Samson-Sharp-Honda              | 35"24'36 | 25   | 1      |
| 16  | Bernard Schick       | Yamaha                          | 35"24'57 | 29   |        |
| 17  | Jean-François Baldé  | Yamaha                          | 35"24'91 | 22   |        |
| 18  | Daniel Amatriaín     | Team Katayama-Ducados-HRC-Honda | 35"25'08 | 20   |        |
| 19  | Alex Barros          | McDonald's-Venemotos-Yamaha     | 35"25'64 | 28   |        |
| 20  | Bernd Kassner        | Yamaha                          | 35"26'25 | 24   |        |
| 21  | Gary Cowan           | Docshop-Yamaha                  | 35"29'10 | 21   |        |
| 22  | Alberto Puig         | Nieto-Ducados-Yamaha            | 35"34'00 | 27   |        |
| 23  | Andrew Leisner       | Honda                           | 35"36'07 | 26   |        |
| 24  | August Auinger       | Project Consult-Yamaha          | 35"45'11 | 23   |        |
| 25  | Manfred Herweh       | Yamaha                          | +1 ronde | 30   |        |
| 26  | Kevin Mitchell       | Yamaha                          | +1 ronde | 34   |        |
| 27  | Jean-Francois Foray  | Yamaha                          | +1 ronde | 36   |        |
| 28  | Virginio Ferrari     | Gazzaniga-Rotax                 | +1 ronde | 17   |        |
| 29  | Fausto Ricci         | Aprilia-Rotax                   | +1 ronde | 35   |        |

| Coureur          | Merk                        | Oorzaak   | Grid |
| ---------------- | --------------------------- | --------- | ---- |
| Luca Cadalora    | Agostini-Marlboro-Yamaha    | Vastloper | 5    |
| Alberto Rota     | FMI-Aprilia-Rotax           | Opgave    | 13   |
| Alain Bronec     | Aprilia-Rotax               |           | 32   |
| Juan Garriga     | Nieto-Ducados-Repsol-Yamaha |           | 9    |
| Andreas Preining | Aprilia-Rotax               | Val       | 14   |
| Hans Becker      | Yamaha                      |           | 18   |
| Adrien Morillas  | Yamaha                      |           | 31   |

| Coureur                   | Merk           |
| ------------------------- | -------------- |
| Erich Neumair             | Aprilia-Rotax  |
| Patrick van den Goorbergh | Docshop-Yamaha |
| Josef Hutter              | Honda          |
| K. Daubauer               | Rotax          |
| Darren Milner             | Yamaha         |
| Martin Sraj               | Honda          |

| Coureur            | Merk             | Oorzaak |
| ------------------ | ---------------- | ------- |
| Toshihiko Honma    | Yamaha           | [ 14 ]  |
| Jim Filice         | HRC-Honda        | [ 15 ]  |
| Carlos Lavado      | Geen machine     | [ 16 ]  |
| Marcellino Lucchi  | Aprilia-Rotax    |         |
| Tadayuki Okada     | Cabin-HRC-Honda  | [ 7 ]   |
| Toshinobu Shiomori | Yamaha           | [ 7 ]   |
| Stefano Caracchi   | Honda            |         |
| Daryl Beattie      | Honda            |         |
| Paolo Casoli       | Pileri-AGV-Honda |         |
| Luis Lavado        | Yamaha           |         |
| Junya Arai         | Honda            | [ 7 ]   |

### Top tien tussenstand 250cc-klasse
| Pos | Coureur              | Merk                                   | Ptn |
| --- | -------------------- | -------------------------------------- | --- |
| 1   | Sito Pons            | Campsa-JJ Cobas-HRC-Honda              | 127 |
| 2   | Jean-Philippe Ruggia | Gauloises-Sonauto-Yamaha               | 86  |
| 3   | Carlos Cardús        | Repsol-HRC-Honda España                | 72  |
| 4   | Luca Cadalora        | Agostini-Marlboro-Yamaha               | 70  |
| 4   | Jacques Cornu        | Lucky Strike-ELF-HRC-Honda             | 70  |
| 6   | Reinhold Roth        | HB-Römer-HRC-Honda/ HB-Shoei-HRC-Honda | 66  |
| 7   | Masahiro Shimizu     | Ajinomoto-HRC-Honda                    | 46  |
| 8   | Helmut Bradl         | HB-Römer-HRC-Honda                     | 44  |
| 9   | John Kocinski        | Roberts-Yamaha                         | 40  |
| 9   | Juan Garriga         | Nieto-Ducados-Repsol-Yamaha            | 40  |

## 125cc-klasse

### De training
Jorge Martínez reed de snelste trainingstijd, maar maakte een domme fout. In de natte warming-up training reed hij drie seconden sneller dan de concurrentie, maar hij moest dat bekopen met een val waarbij hij een sleutelbeen brak. Hans Spaan experimenteerde met een achterschokdemper van Öhlins en een WP-voorvork, maar hij koos uiteindelijk voor zijn sterkste motor die in de machine met een originele Showa-vork was gehangen. Hij reed de vierde trainingstijd achter zijn teamgenoot Ezio Gianola en Stefan Prein. 

#### Trainingstijden
| Pos | Coureur         | Merk                       | Tijd    |
| --- | --------------- | -------------------------- | ------- |
| 1.  | Jorge Martínez  | Nieto-Ducados-Cepsa-Derbi  | 1"32'58 |
| 2.  | Ezio Gianola    | Pileri-AGV-Honda           | 1"32'61 |
| 3.  | Stefan Prein    | Honda                      | 1"33'11 |
| 4.  | Hans Spaan      | Samson-Sharp-Honda         | 1"33'30 |
| 5.  | Àlex Crivillé   | Marlboro-JJ Cobas-Rotax    | 1"33'32 |
| 6.  | Allan Scott     | Honda                      | 1"33'52 |
| 7.  | Fausto Gresini  | FMI-Marlboro-Aprilia-Rotax | 1"33'62 |
| 8.  | Julián Miralles | Nieto-Ducados-Cepsa-Derbi  | 1"33'79 |
| 9.  | Taru Rinne      | Servisco-Honda             | 1"34'07 |
| 10. | Alfred Waibel   | Honda                      | 1"34'31 |

### De race
De halfnatte baan zorgde op het startveld voor twijfel onder de coureurs, maar Hans Spaan koos gedecideerd voor regenbanden. Al in de eerste bocht gingen Ezio Gianola en Herri Torrontegui samen onderuit. Daardoor kwamen Taru Rinne, Koji Takada en Dario Romboni in de problemen en ook zij vielen. Zodoende leidde Spaan na de eerste ronde voor Julián Miralles, Corrado Catalano, Dirk Raudies en Domenico Brigaglia. Concurrenten Àlex Crivillé en Fausto Gresini zaten daar nog achter met hun intermediates. Miralles probeerde Spaan te volgen, maar diens voorsprong liep op naar drie seconden en zelfs in één ronde naar zes seconden toen Miralles het opgaf. Hoewel er 22 ronden gereden moesten worden zag Spaan in de zevende ronde al geen concurrenten meer achter zich. Toen de baan begon op te drogen profiteerde vooral Crivillé van zijn bandenkeuze. Hij wist zich nog naar de derde plaats te vechten, maar Spaan en Miralles kon hij niet meer bereiken. Spaan en Crivillé deden goede zaken in het wereldkampioenschap door het wegvallen van Martínez en vooral Gianola. 
| Pos | Coureur            | Merk                       | Tijd     | Grid | Punten |
| --- | ------------------ | -------------------------- | -------- | ---- | ------ |
| 1   | Hans Spaan         | Samson-Sharp-Honda         | 37"10'29 | 4    | 20     |
| 2   | Julián Miralles    | Nieto-Ducados-Cepsa-Derbi  | 37"36'41 | 8    | 17     |
| 3   | Àlex Crivillé      | Marlboro-JJ Cobas-Rotax    | 37"46'50 | 5    | 15     |
| 4   | Bruno Casanova     | FMI-Aprilia-Rotax          | 37"52'44 | 23   | 13     |
| 5   | Fausto Gresini     | FMI-Marlboro-Aprilia-Rotax | 37"52'69 | 7    | 11     |
| 6   | Dirk Raudies       | Honda                      | 37"53'31 | 33   | 10     |
| 7   | Domenico Brigaglia | Garelli                    | 37"53'56 | 22   | 9      |
| 8   | Corrado Catalano   | Gazzaniga-Rotax            | 37"55'69 | 17   | 8      |
| 9   | Allan Scott        | Honda                      | 37"55'91 | 6    | 7      |
| 10  | Robin Milton       | Honda                      | 37"56'42 | 35   | 6      |
| 11  | Jean-Claude Selini | Honda                      | 38"08'89 | 11   | 5      |
| 12  | Thierry Feuz       | Honda                      | 38"09'10 | 26   | 4      |
| 13  | Stefan Prein       | Honda                      | 38"15'70 | 3    | 3      |
| 14  | Josef Fischer      | Honda                      | 38"17'99 | 31   | 2      |
| 15  | Alfred Waibel      | Honda                      | 38"20'01 | 10   | 1      |
| 16  | Gastone Grassetti  | Aprilia-Rotax              | 38"20'21 | 28   |        |
| 17  | Manfred Baumann    | Honda                      | 38"23'87 | 21   |        |
| 18  | Robin Appleyard    | Honda                      | 38"37'96 | 15   |        |
| 19  | Flemming Kistrup   | Honda                      | 38"41'12 | 29   |        |
| 20  | Bady Hassaine      | Honda                      | 38"42'75 | 30   |        |
| 21  | Heinz Lüthi        | Honda                      | 38"50'20 | 34   |        |
| 22  | Hisashi Unemoto    | Fukuda-Honda               | 39"07'41 | 13   |        |
| 23  | Mike Leitner       | Honda                      | +1 ronde | 32   |        |

| Coureur           | Merk                   | Oorzaak | Grid |
| ----------------- | ---------------------- | ------- | ---- |
| Adi Stadler       | Honda                  |         | 12   |
| Stefan Dörflinger | Marlboro-Aprilia-Rotax |         | 24   |
| Alex Bedford      | 7Up-EMC-Rotax          |         | 27   |
| Ezio Gianola      | Pileri-AGV-Honda       | Val     | 2    |
| Herri Torrontegui | Honda                  | Val     | 16   |
| Esa Kytölä        | Honda                  |         | 20   |
| Taru Rinne        | Servisco-Honda         | Val     | 9    |
| Koji Takada       | Fukuda-Honda           | Val     | 18   |
| Gerhard Waibel    | Honda                  |         | 36   |
| Luis Miguel Reyes | Honda                  |         | 25   |
| Lucio Pietroniro  | Honda                  |         | 19   |
| Doriano Romboni   | Honda                  | Val     | 14   |

| Coureur        | Merk                      | Oorzaak  | Grid |
| -------------- | ------------------------- | -------- | ---- |
| Jorge Martínez | Nieto-Ducados-Cepsa-Derbi | Blessure | 1    |

| Coureur             | Merk                    |
| ------------------- | ----------------------- |
| Pier Paolo Bianchi  | Seel                    |
| Javier Debón        | JJ Cobas-Rotax          |
| Janez Pintar        | Honda                   |
| Johnny Wickström    | Honda                   |
| Rafael Roses        | Metrakit-JJ Cobas-Rotax |
| Klaus-Dieter Kindle | Honda                   |
| Jos van Dongen      | Casal                   |
| Emilio Cuppini      | Garelli                 |
| Othmar Schuler      | Honda                   |
| Trevor Manley       | Honda                   |
| Håkan Olsson        | Rotax                   |

| Coureur             | Merk          | Oorzaak |
| ------------------- | ------------- | ------- |
| Kenishi Yoshida     | Honda         | [ 7 ]   |
| Masayuki Hirose     | Honda         | [ 7 ]   |
| Masato Shima        | Honda         | [ 7 ]   |
| Yukata Fujiwara     | Honda         | [ 7 ]   |
| Kazuaki Yamashita   | Honda         | [ 7 ]   |
| Hubert Abold        | Honda         |         |
| Shin'ichi Fujiyama  | Honda         | [ 7 ]   |
| Kasuya Yamada       | Honda         | [ 18 ]  |
| Ian Saunders        | Honda         |         |
| Jean-Pierre Jeandat | Honda         |         |
| Stuart Edwards      | Honda         |         |
| Gabriele Debbia     | Aprilia-Rotax |         |
| Hervé Duffard       | Honda         |         |

### Top tien tussenstand 125cc-klasse
| Pos | Coureur         | Merk                       | Ptn |
| --- | --------------- | -------------------------- | --- |
| 1   | Ezio Gianola    | Pileri-AGV-Honda           | 81  |
| 2   | Àlex Crivillé   | Marlboro-JJ Cobas-Rotax    | 75  |
| 3   | Julián Miralles | Nieto-Ducados-Cepsa-Derbi  | 62  |
| 4   | Hans Spaan      | Samson-Sharp-Honda         | 58  |
| 5   | Fausto Gresini  | FMI-Marlboro-Aprilia-Rotax | 51  |
| 6   | Hisashi Unemoto | Fukuda-Honda               | 46  |
| 6   | Robin Milton    | Honda                      | 46  |
| 8   | Koji Takada     | Fukuda-Honda               | 43  |
| 9   | Allan Scott     | Honda                      | 35  |
| 10  | Stefan Prein    | Honda                      | 31  |

## Zijspanklasse

### De training
Steve Webster reed naar zijn tweede poleposition van het jaar, maar zesde man Masato Kumano zat nog net in dezelfde seconde. Dat gold niet voor Egbert Streuer, die ontstekingsproblemen en een vastloper had gehad. Hij moest van de zevende plaats vertrekken en had geen tijd gehad om zijn machine goed af te stellen voor een droge baan.

#### Trainingstijden
| Pos | Coureur            | Bakkenist       | Merk                        | Tijd    |
| --- | ------------------ | --------------- | --------------------------- | ------- |
| 1.  | Steve Webster      | Tony Hewitt     | Brown-Silkolene-LCR-Krauser | 1"25'79 |
| 2.  | Alain Michel       | Jean-Marc Fresc | ELF-LCR-Krauser             | 1"26'07 |
| 3.  | Rolf Biland        | Kurt Waltisperg | Dow Chemical-LCR-Krauser    | 1"26'21 |
| 4.  | Alfred Zurbrügg    | Martin Zurbrügg | LCR-Yamaha                  | 1"26'36 |
| 5.  | Markus Egloff      | Urs Egloff      | LCR-Yamaha                  | 1"26'53 |
| 6.  | Masato Kumano      | Markus Fährni   | LCR-Yamaha                  | 1"26'79 |
| 7.  | Egbert Streuer     | Geral de Haas   | Lucky Strike-LCR-Yamaha     | 1"27'38 |
| 8.  | Barry Brindley     | Graham Rose     | Fowler-Yamaha               | 1"27'42 |
| 9.  | Rolf Steinhausen   | Bruno Hiller    | Busch-ADM                   | 1"28'06 |
| 10. | Yoshisada Kumagaya | Brian Barlow    | Windle-Yamaha               | 1"28'30 |

### De race
Egbert Streuer slalomde bij de start tussen de eerste twee startrijen door en nam de leiding voor de gebroeders Markus- en Urs Egloff. Steve Webster leek slecht te starten, maar hij was op dat moment zijn koppeling aan het verbranden. De gebroeders Alfred- en Martin Zurbrügg waren bijna als laatsten weg. De strijd om de leiding ging intussen tussen Streuer, Egloff en Rolf Biland. De gebroeders Egloff vielen door koppelingsproblemen terug naar de zesde plaats. Streuer kon Biland op de snelle gedeelten moeilijk volgen omdat zijn Yamaha-blok 600 toeren te weinig maakte. Zo won Biland voor Streuer. De slecht gestarte gebroeders Zurbrügg hadden even de derde plaats in handen, maar werden gepasseerd door Alain Michel/Jean Marc Fresc. Steve Webster en Tony Hewitt waren na de eerste ronde in de pit geweest om hun koppeling af te koelen en haalden met de vijftiende plaats toch nog een punt binnen.
| Pos | Coureur           | Bakkenist        | Merk                        | Tijd     | Grid | Punten |
| --- | ----------------- | ---------------- | --------------------------- | -------- | ---- | ------ |
| 1   | Rolf Biland       | Kurt Waltisperg  | Dow Chemical-LCR-Krauser    | 31'47"35 | 2    | 20     |
| 2   | Egbert Streuer    | Geral de Haas    | Lucky Strike-LCR-Yamaha     | +1"53    | 7    | 17     |
| 3   | Alain Michel      | Jean-Marc Fresc  | ELF-LCR-Krauser             | +20"22   | 3    | 15     |
| 4   | Alfred Zurbrügg   | Martin Zurbrügg  | LCR-Yamaha                  | +20"84   | 4    | 13     |
| 5   | Masato Kumano     | Markus Fährni    | LCR-Yamaha                  | +24"84   | 6    | 11     |
| 6   | Markus Egloff     | Urs Egloff       | LCR-Yamaha                  | +27"84   | 5    | 10     |
| 7   | Barry Brindley    | Graham Rose      | Fowler-Yamaha               | +38"76   | 8    | 9      |
| 8   | Rolf Steinhausen  | Bruno Hiller     | Busch-ADM                   | +47"23   | 9    | 8      |
| 9   | Fritz Stölzle     | Hubert Stölzle   | LCR-Krauser                 | +58"10   | 12   | 7      |
| 10  | Tony Wyssen       | Kilian Wyssen    | LCR-Krauser                 | +58"31   | 11   | 6      |
| 11  | Steve Abbott      | Shaun Smith      | LCR-Yamaha                  |          |      | 5      |
| 12  | Theo van Kempen   | Simon Birchall   | Beijeman-LCR-Krauser        | +1 ronde | 17   | 4      |
| 13  | Tony Baker        | Trevor Hopkinson | LCR-Krauser                 | +1 ronde |      | 3      |
| 14  | Yvan Nigrowsky    | Jacques Corbier  | LCR-JPX                     | +1 ronde | 15   | 2      |
| 15  | Steve Webster     | Tony Hewitt      | Brown-Silkolene-LCR-Krauser | +1 ronde | 1    | 1      |
| 16  | Klaus Klaffenböck | Christian Parzer | Yamaha                      | +1 ronde |      |        |
| 17  | René Progin       | Yvan Hunziker    | LCR-Krauser                 | +1 ronde |      |        |
| 18  | Billy Gällros     | Håkan Olsson     | Yamaha                      | +1 ronde |      |        |

| Coureur       | Bakkenist       | Merk        | Oorzaak | Grid |
| ------------- | --------------- | ----------- | ------- | ---- |
| Bernd Scherer | Thomas Schröder | BSR-Krauser |         | 13   |
| Derek Jones   | Peter Brown     | LCR-Yamaha  |         | 14   |

| Coureur            | Bakkenist    | Merk          | Oorzaak  | Grid |
| ------------------ | ------------ | ------------- | -------- | ---- |
| Yoshisada Kumagaya | Brian Barlow | Windle-Yamaha | Blessure | 10   |

| Coureur          | Bakkenist                       | Merk        | Oorzaak |
| ---------------- | ------------------------------- | ----------- | ------- |
| Wolfgang Stropek | Steve Campbell of Wolfgang Bock | LCR-Krauser |         |
| Barry Smith      | David Smith                     | Windle-ADM  |         |
| Clive Stirrat    | Simon Prior                     | LCR-Krauser |         |
| Gary Thomas      | Eckart Rösinger                 | LCR-Krauser |         |
| George Hardwick  | Steve Parker of Gary Irlam      | LCR-Yamaha  |         |
| Judd Drew        | Brian Houghton                  | LCR-JPX     |         |
| Kenny Howles     | Steve Pointer                   | LCR-Krauser |         |
| Ray Gardner      | Tony Strevens                   | LCR-Krauser |         |

### Top tien tussenstand zijspanklasse
| Pos | Coureur          | Bakkenist                           | Merk                          | Ptn |
| --- | ---------------- | ----------------------------------- | ----------------------------- | --- |
| 1   | Steve Webster    | Tony Hewitt                         | Brown-Silkolene-LCR-Krauser   | 41  |
| 2   | Masato Kumano    | Markus Fährni                       | LCR-Yamaha                    | 39  |
| 3   | Egbert Streuer   | Bernard Schnieders en Geral de Haas | Lucky Strike-LCR-Yamaha       | 34  |
| 4   | Alain Michel     | Jean-Marc Fresc                     | ELF-LCR-Krauser               | 32  |
| 3   | Fritz Stölzle    | Hubert Stölzle                      | LCR-Krauser                   | 29  |
| 6   | Markus Egloff    | Urs Egloff                          | BP-LCR-Yamaha / BP-SMS-Yamaha | 25  |
| 7   | Alfred Zurbrügg  | Martin Zurbrügg                     | LCR-Yamaha                    | 21  |
| 8   | Barry Brindley   | Graham Rose                         | Fowler-Yamaha                 | 20  |
| 8   | Rolf Biland      | Kurt Waltisperg                     | Dow Chemical-LCR-Krauser      | 20  |
| 10  | Rolf Steinhausen | Bruno Hiller                        | Busch-ADM                     | 18  |

## Trivia

### Lang geleden
De overwinning van Hans Spaan was de eerste voor een Nederlandse coureur in een soloklasse sinds de Britse Grand Prix van 1981, toen wijlen Jack Middelburg de 500cc-race won. Voor Spaan was het de eerste overwinning in het WK.

### Ziekenboeg
Met Wayne Gardner (beenbreuk) ging het verhoudingsgewijs goed. Hij had alweer getraind op het Automotodrom Grobnik en van Dr. Costa toestemming gekregen om in de TT van Assen te starten. Niall Mackenzie kreeg juist slecht nieuws. Naast zijn reeds vastgestelde gebroken knieschijf had hij ook twee breuken in zijn rechterhand. Bubba Shobert revalideerde van zijn ernstige hoofdverwonding bij zijn ouders in Lubbock (Texas), Bruno Bonhuil had een groot aantal breuken opgelopen in Hockenheim. Hij was geopereerd aan een gebroken arm, maar had ook een gebroken borstbeen en een gebroken dijbeen. Hij werd verzorgd in het universiteitsziekenhuis van Heidelberg in afwachting van zijn overplaatsing naar het ziekenhuis van Reims. Fabio Barchitta was er het ernstigst aan toe. Hij was in Hockenheim gedeeltelijk verlamd geraakt en er was geconstateerd dat een zenuw tussen twee rugwervels geklemd zat. Het was nog niet duidelijk of hij volledig zou genezen.
1927 · 1928 · 1929 · 1930 · 1947 · 1948 · 1950 · 1951 · 1952 · 1953 · 1954 · 1955 · 1956 · 1957 · 1958 · 1959 · 1960 · 1961 · 1962 · 1963 · 1964 · 1965 · 1966 · 1967 · 1968 · 1969 · 1970 · 1971 · 1972 · 1973 · 1974 · 1975 · 1976 · 1977 · 1978 · 1979 · 1981 · 1982 · 1983 · 1984 · 1985 · 1986 · 1987 · 1988 · 1989 · 1990 · 1991 · 1993 · 1994 · 1996 · 1997 · 2016 · 2017 · 2018 · 2019 · 2020 · 2021 · 2022 · 2023 · 2024 · 2025